# Much Marcle
Much Marcle ist ein Dorf in Herefordshire, England.
Es hat 660 Einwohner.

## Söhne und Töchter
- Frederick West (1941–1995), Serienmörder